# Cornelis Kelderman
Cornelis Kelderman (Brugge, 1632 – aldaar, 21 januari 1711) was een Zuid-Nederlands chirurgijn en rederijker.

## Levensloop
Kelderman was chirurgijn en hoofdgeneesheer van het Sint-Janshospitaal. Daarnaast was hij rederijker en lid van de Hoofdkamer van de Heilige Geest.

## Publicaties
- Nieuwe Jubelé en algemeyne blyde Vreught van de oudvermaerde koophandel stad Brugg' (...), 1686.
- Nieuwe voldichte reusespraeke der stede van Brugghe (...), 1687.
- Onderwijs voor alle vroedvrouwen rakende van hun ambt ende plicht (...), 1697.